# 古川 (郡山市)
古川（ふるかわ）は、福島県郡山市に所在する字である。郵便番号は963-8823。

## 地理
郡山市役所本庁所管地域である旧郡山地区に属し、住所としては「郡山市字古川」と表記される。北で榧ノ木、北東で芳賀、東端角で水門町、南で道場、石塚、西で小原田、北西で昭和とそれぞれ隣接する。JR東日本郡山駅東側市街地に位置し、一級水系阿武隈川左岸に沿う一角を範囲とする。域内は住宅地が広がり、わずかながら残された農地が点在する。芳賀に所在する郡山警察署芳賀交番、および堂前町に所在する郡山消防署本署がそれぞれ管轄にあたる。

### 河川・湖沼
一級水系阿武隈川水系
- 阿武隈川
  - 新堀川

## 世帯数と人口
2024年1月1日現在の世帯数と人口は以下の通りである。
| 町丁 | 世帯数  | 人口  |
| ---- | ------- | ----- |
| 古川 | 207世帯 | 435人 |

## 小・中学校の学区
市立小・中学校に通う場合、学区は以下の通りとなる。
| 番地                | 小学校               | 中学校                 |
| ------------------- | -------------------- | ---------------------- |
| 1～32・51～81番地   | 郡山市立芳賀小学校   | 郡山市立郡山第四中学校 |
| 33～50・82～113番地 | 郡山市立小原田小学校 | 郡山市立小原田中学校   |

## 交通

### 道路
- 福島県道372号須賀川二本松自転車道線
- 一級市道53号昭和二丁目八山田線（内環状線）

## 施設等
- 郡山市古川ポンプ場
- 古川ちびっ子広場